# Oblast Autônomo Sérvio de Romanija
O Oblast Autônomo Sérvio de Romanija (em sérvio:  САО Романија, SAO Romanija) foi uma região autônoma étnica sérvia autoproclamada dentro da República Socialista da Bósnia e Herzegovina no prelúdio da Guerra da Bósnia. Seu nome vem da montanha Romanija. Incluía partes de três municípios com uma população de 37.000 habitantes. 

## História
Existiu de 1991 a 1992, quando se tornou parte da República Sérvia.  Está relacionada à antiga Região de Sarajevo-Romanija, dentro da Romanija histórica. Foi criado em setembro de 1991 e foi fundido como o SAO Birač em novembro de 1991 para formar o SAO Romanija-Birač.   Em março de 1992, os SAOs foram unificados na República Sérvia da Bósnia e Herzegovina, renomeada para Republika Srpska em 12 de agosto.  